# UShaka Marine World

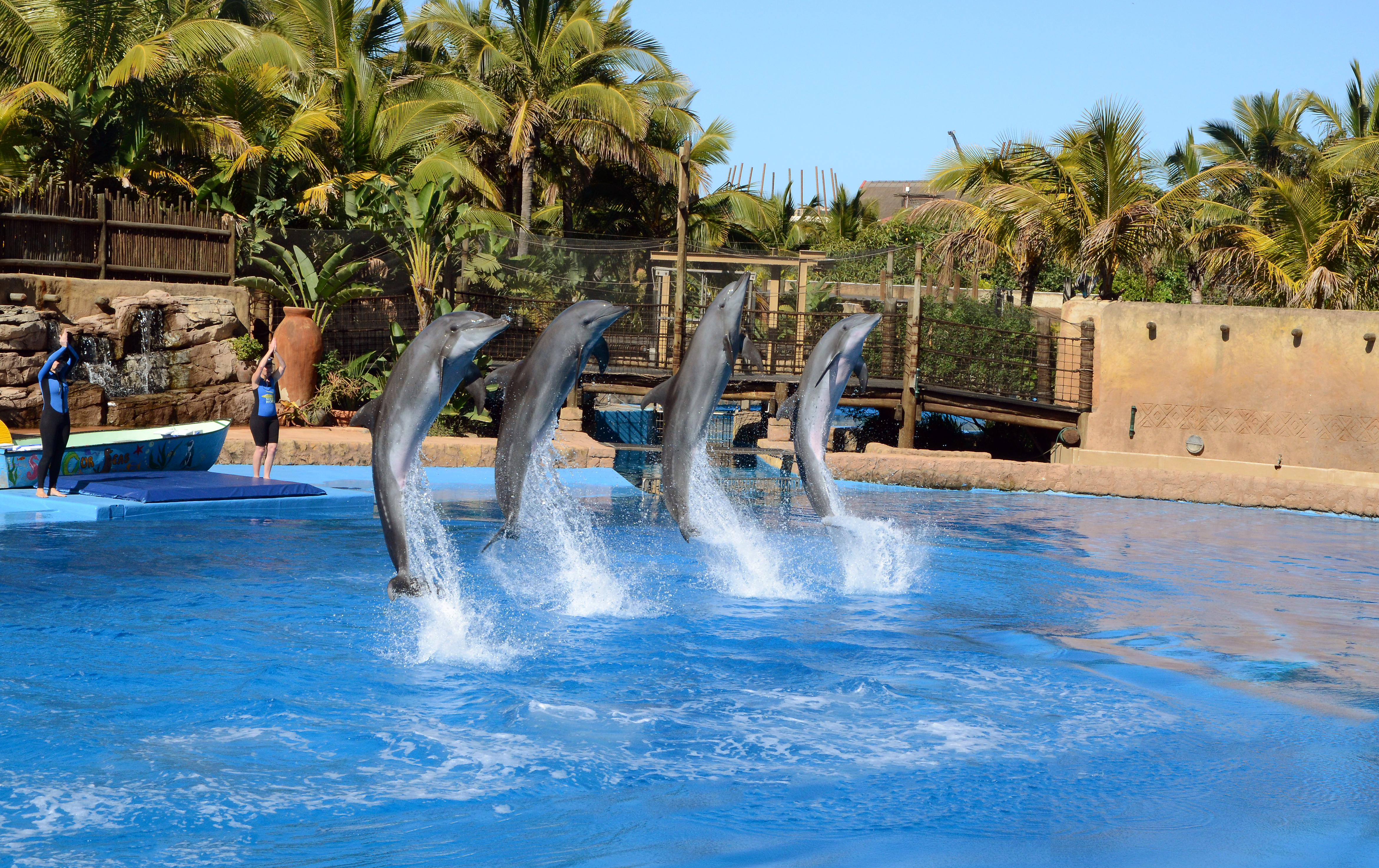
Dauphin à uShaka Marine World

uShaka Marine World est un parc de loisirs sud-africain situé dans la province du KwaZulu-Natal, à Durban.
Il est implanté sur l'une des deux bandes de terre qui protègent le port. Il fait partie de la première phase de la reconstruction touristique de la ville de Durban. Il comporte l'un des rares delphinariums africains.

## Les zones du parc

### uShaka Sea World
uShaka Sea World est le 5e plus grand aquarium au monde[réf. nécessaire] et le plus grand d'Afrique (17 500 m³ soit 17,5 millions de litres d'eau). On peut y voir divers animaux marins, des hippocampes aux raies et plusieurs espèces de requins. Il y a des spectacles de phoques et de grands dauphins.

### uShaka Wet'n Wild
uShaka Wet'n Wild est un parc aquatique qui comprend des toboggans, une rivière artificielle qui passe à côté des aquariums et d'autres attractions aquatiques.

### uShaka Beach
uShaka Beach est une plage directement accessible depuis le parc. Il y a une grande jetée vers l'océan et des plages de sable.

### uShaka Village Walk
uShaka Village Walk est conçu comme un village africain et inclut des restaurants, des cafés et des magasins.